# 天壘城九
天壘城九（寶瓶座8，8 Aqr）是位於寶瓶座，光譜為A4IV的藍白色次巨星；在佛氏命名法的名字是寶瓶座8。它的絕對星等為6.775，以視差法測得與地球的距離大約是290光年 。它的質量大約是1.7太陽質量，表面溫度是太陽的3倍，因此光譜中有豐富的金屬離子線。

## 外部連結
- . SIMBAD. 斯特拉斯堡天文資料中心.